# Cryptocleidus
Cryptocleidus là một chi thằn lằn cổ rắn, được Seeley mô tả khoa học năm 1892.